# 张祯 (上海县知县)
张祯（？—？），直隸東臯縣人，明朝政治人物。

## 生平
张祯曾任上海縣縣丞，正統二年（1437年）擢知縣，1444年由侯源接任。